# Jacques Réda

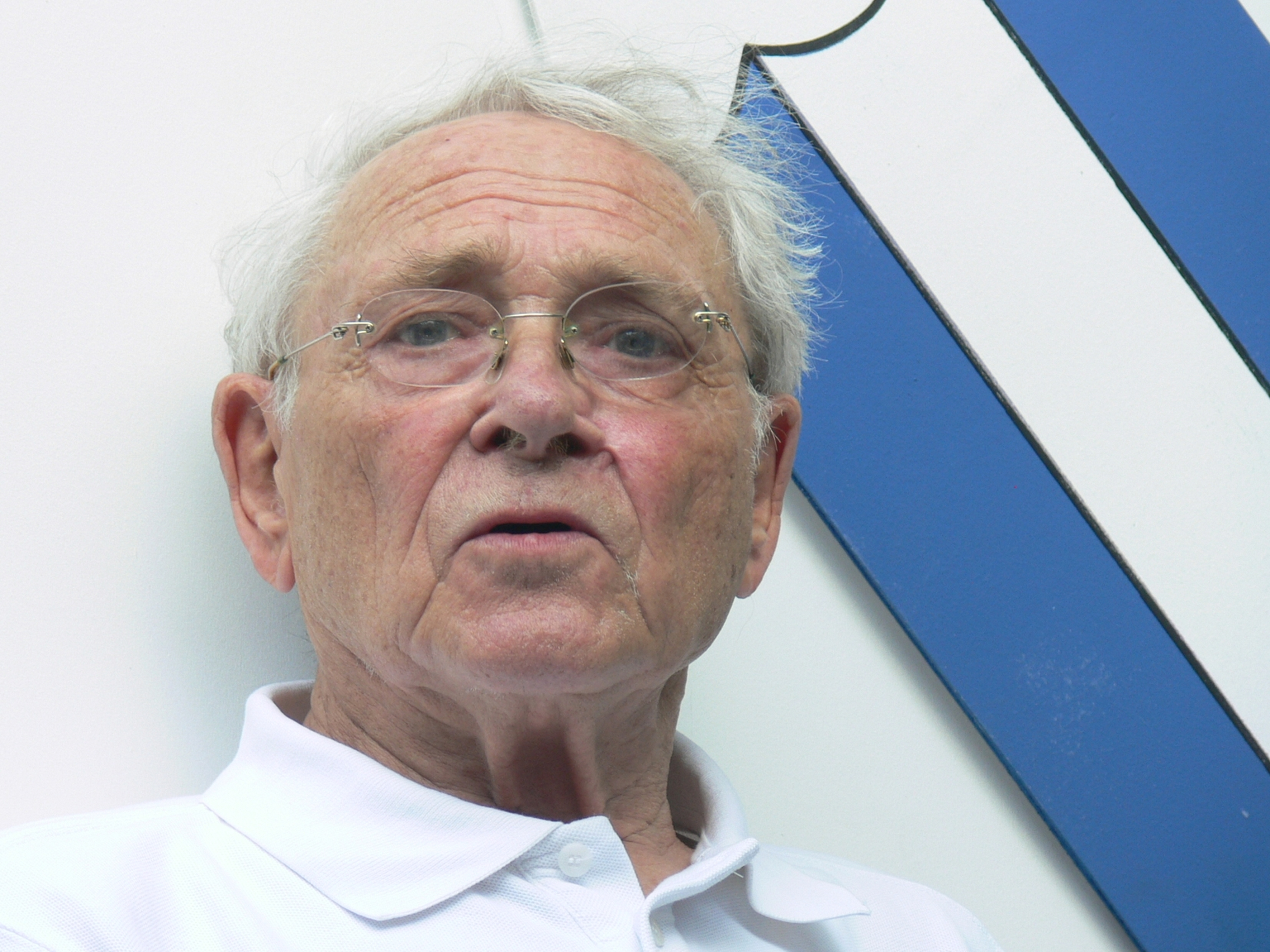
Jacques Réda, 2015

Jacques Réda (* 24. Januar 1929 in Lunéville; † 30. September 2024) war ein französischer Schriftsteller, Lyriker und Jazzautor.

## Leben und Werk
Jacques Réda kam 1953 nach Paris, schrieb ab 1963 für das Jazz Magazine und veröffentlichte 1968 bei den Éditions Gallimard seinen ersten Gedichtband, dessen Titel Amen die Lyrik als eine Art Religionsersatz präsentiert. Nach den Gedichtbänden Récitatif (1970) und La Tourne (1975) erzielte er den Durchbruch mit Les ruines de Paris (1977), die überwiegend als Prosagedichte gehalten sind und 30 Jahre später auch auf Deutsch erschienen. Zahlreiche weitere Bände folgten, ab 2002 auch Romane. Von 1987 bis 1996 leitete er die Nouvelle Revue Française.
Réda war der Dichter des Spaziergangs (oder der Fahrt auf dem Vélosolex) durch Paris. Von ihm stammte der Ausspruch:

« Le désespoir n’existe pas pour un homme qui marche. »

„Für den Spaziergänger gibt es keine Verzweiflung.“

Seine Dichtung brachte ihm zahlreiche Preise ein, darunter den Grand Prix de Poésie (1997) und den Prix Goncourt für Dichtung (1999).
Neben seinen Kolumnen für das Jazz Magazine schrieb Réda auch mehrere Bücher über Jazz, darunter 2002 die Autobiographie du Jazz und Le Grand Orchestre, eine Kurzgeschichte über die Leidenschaft, die die Musik von Duke Ellington in ihm weckte,
außerdem Une civilisation du rythme und L’improviste: Une lecture du jazz.

## Werke auf Deutsch
- Les ruines de Paris = Die Ruinen von Paris. Stutz, Passau 2007 (zweisprachige Ausgabe).

### Handbucheinträge
- Jean-Michel Maulpoix: Histoire de la littérature française. XXe. 1950/1990. Hatier, Paris 1991, S. 377–380.
- Alain Paire: RÉDA, Jacques. In: Jean-Pierre de Beaumarchais, Daniel Couty und Alain Rey (Hrsg.): Dictionnaire des littératures de langue française. Auteurs. Ausgabe in 3 Bänden. Bordas, Paris 1984, S. 1882.